# Фазыл (село)
Фазыл (азерб. Fazıl) — село в Шекинском районе Азербайджана. В 1999 году переименовано с Фазиль на Фазыл.

## География
Расположено к юго-западу от районного центра Шеки.

## История
В «Описание Шекинской провинции, составленное в 1819 году», упоминается управляемая сельским узбашем «татарская» (азербайджанская) деревня Фазыль Шекинского магала.

## Население
Согласно сведениям «Кавказского календаря» на 1856 год в деревне Фазиль Шекинского магала проживали «татары» (азербайджанцы)-сунниты и разговаривали на азербайджанском (в источнике на «татарском»). Материалы посемейных списков на 1886 год показывают здесь 74 человек (16 дымов) и все «татары» (азербайджанцы)-сунниты.
По результатам Азербайджанской сельскохозяйственной переписи в 1921 году Фазил Нухинского уезда Азербайджанской ССР населяли 35 человек (6 дворов), преимущественно тюрки-азербайджанцы (азербайджанцы), а население состояло из 20 мужчин и 15 женщин.
По материалам издания «Административное деление АССР», подготовленного в 1933 году Управлением народно-хозяйственного учёта Азербайджанской ССР (АзНХУ), по состоянию на 1 января 1933 года в Фазылкенте входившем в состав Ашагы-Кюнгютского сельсовета Нухинского района Азербайджанской ССР проживало 44 человек, (12 хозяйств, 20 мужчин и 24 женщины). Национальный состав всего сельсовета (включавшего также населённые места Ашагы-Кельдек, Ашагы-Кюнгют, Ибрагимкент) на 97,2 % состоял из тюрков (азербайджанцев).

## Достопримечательности
В селе расположены исторические памятники античного времени. Здесь находится музей «Лабиринт вечного покоя», основанный археологом Насибом Мухтаровым.